# 仁志敏久
仁志 敏久（にし としひさ、1971年10月4日 - ）は、茨城県古河市出身の元プロ野球選手（内野手・右投右打）、野球指導者、体育学者。学位は体育学修士（筑波大学大学院・2016年）。江戸川大学客員教授。

## 経歴

### プロ入り前
常総学院高等学校では1年生からレギュラーを務め、エースの島田直也と共に活躍した。全国高等学校野球選手権大会に3年連続で出場し、1年時の第69回全国高等学校野球選手権大会では決勝でPL学園高等学校に敗退し準優勝。1988年の第70回大会では始球式打者として、当時の徳仁親王と対戦。高校通算28本塁打。1989年のドラフト会議では指名候補に挙がるが、この時は指名を受けることはなかった。
早稲田大学人間科学部に入学。野球部では大越基と同期入部となった。1年次からメンバー入りし、水口栄二が卒業後の2年から遊撃手に定着すると4年では主将としてチームを牽引し、東京六大学野球春季リーグでは早慶戦史上初のサヨナラ満塁本塁打を放つ（その試合では2本目の本塁打）などシーズン6本塁打を記録するなど活躍。自身は前年秋の早慶戦で優勝を逃すサヨナラ失策を犯している（併殺を焦ってゴロをファンブル）。秋季リーグでは監督の石井連藏に進言して選手だけでオーダーを作り、チームを優勝に導いた。明治神宮大会では高木浩之が先発し、河原純一にリレーした駒澤大学に決勝で敗れた。当たり出すと猛打賞だがノーヒットも多かった。リーグ通算79試合出場、280打数91安打、打率.325、11本塁打、40打点、27盗塁、ベストナイン3回。大学在学中の知己にフジテレビアナウンサーの佐野瑞樹がいる。
プロからの誘いもあったなかでオリンピックも視野に入れて、日本生命に進むが、遊撃手失格の烙印を押され三塁手に転向する。1995年の都市対抗野球では4番を打って、準々決勝では本塁打を放つが敗退。1995年のドラフト会議を前に読売ジャイアンツ（巨人）を逆指名し、巨人から2位指名を受けて入団。長年主砲として活躍し前年に引退した原辰徳の背番号「8」を与えられた。幼いころから原の大ファンで、入団時には少年時代に懸賞で原のサイン入りバットが当選した、というエピソードが紹介された。仁志は、当時野球評論家に就任して間もない原との対談でそのバットを見せながら「（プロ入り初打席は）このサイン入りバットで打ちたい」と発言していた（実際は使用しなかった）。プロ入り後に「巨人に入団して変わったことは」と聞かれ、「これまで「原」「原」と呼び捨てにしていたのが「原さん」に変わった」とコメントしている。

### 巨人時代
1996年、開幕当初は二塁手での起用だったが新外国人のジェフ・マントが開幕から一ヶ月で解雇されるなどがあり、シーズン途中から三塁手に定着。打率.270、7本塁打、24打点を記録し、巨人の野手では原辰徳以来15年ぶりのセ・リーグ新人王受賞。巨人の野手の新人王は2009年に松本哲也が受賞するまで10年以上現れなかった。同年の阪神戦で久慈照嘉のサードゴロをトンネルしサヨナラ失策をしてしまい悔しさで顔をしばらく上げられないほど落ち込んだが、それ以来守備の意識が高くなった。8月16日の対ヤクルト17回戦では延長12回二死無走者の打席で山本樹からサヨナラ本塁打を放った。日本シリーズではチームは1勝4敗で敗れて日本一を逃し、仁志自身もシリーズ最後の打者になったものの（鈴木平にレフトライナーで打ち取られて試合終了）、敢闘賞を受賞した。
1997年、二塁手に転向。7月19日の対ヤクルト戦では、巨人キラーの石井一久に対して、松井秀喜以外はすべて右打者を並べるという監督の長嶋茂雄の采配のために左翼手を守った（二塁が元木大介、三塁が石井浩郎）が、その試合で池山隆寛の高い飛球をランニング本塁打にしてしまい、その後二度と守ることはなかった（試合後、長嶋は自分の起用ミスのせいであると仁志を庇い、先発の斎藤雅樹に謝罪した）。同年は打率.242と前年より下がったが、10本塁打、39打点と本塁打と打点は前年より上がった。小柄な体格だったがコーチの土井正三の熱心な指導もありこれ以降二塁手としての評価を伸ばした。
1998年、106試合に出場し、打率.274、11本塁打、33打点を記録した。
1999年、6月25日の対広島東洋カープ（広島市民球場）でサイクル安打を達成した。シーズンでは打率.298を記録。また、守備面でも自身初のゴールデングラブ賞を受賞した。
2000年、7月11日の対広島戦（札幌市円山球場）では2回に高橋建から自身初の満塁本塁打を放った。シーズンでは打率.298、本塁打20本を記録。日本シリーズでは優秀選手賞も受賞。
2001年、自身初の全試合出場を果たした。20本塁打を放ち、自身初の盗塁20を記録した。二年連続20本塁打は記録したものの、仁志本人としては技術面の衰えを感じ始めていた。
2002年、原辰徳が監督に就任したこともあり、投手の左右を問わず安定した働きを見せていた清水隆行を1番に固定し、仁志を2番で起用する構想を打ち出す（原曰く「1番打者が2人いるような打線」を組もうとする構想）。仁志自身も前年から感じていた衰えを補うべく、ウエイトトレーニングを初めたところ身体のバランスを崩してしまい、打撃不振に陥った挙げ句に故障してしまい、二岡智宏が2番に起用された。復帰後は7・8番に定着し、規定打席には僅かに及ばなかったものの得点圏打率.320と活躍したほか、リーグ2位の22盗塁で盗塁成功率100パーセントを記録（盗塁数20以上での成功率100パーセントはセ・リーグ初）した。なお規定打席に到達しなかったのはプロ入り初である。日本シリーズでも日本一に貢献した。この年もゴールデングラブ賞を受賞したが、これで1999年から4年連続でゴールデングラブ賞を二塁手として受賞した。
2003年、一時は首位打者になるなど順調なスタートを切ったものの、ジョージ・アリアスの飛球を捕った元木大介に激突し、シーズン早々に故障した。この年の故障は打撃・守備・走塁に尾を引いてしまい欠場中や後半戦には俊足の鈴木尚広が起用されることも多かった。
2004年、監督が堀内恒夫に交代。再び1番打者を任され自己最多の28本塁打を記録（106得点はリーグ1位）。一方で盗塁3、盗塁死10と脚力は回復できず、オフにFA宣言し、スコット・ボラスと代理人契約を結んでメジャーリーグ移籍を目指したが、同時にメジャー挑戦を表明した井口資仁に注目が集まったためか手を挙げる球団がなく巨人に残留する。
2005年、1番打者としてスタートしたが、4月の不振からセ・パ交流戦直前に9番仁志、1番清水に配置転換を迫られる。その交流戦こそ12球団選手中打率4位の成績を残すもののセ・リーグ投手陣相手には苦しみ後半戦には若手の台頭で6・7番を担当。シーズンオフに千葉ロッテマリーンズから小坂誠が移籍し、更に原が監督復帰した。
2006年、2002年の清水・仁志の「ダブル1番構想」にこだわりをみせる。しかし不調のため小坂に開幕スタメンを奪われる。仁志と小坂は同様に1割台後半の不調に陥り、小坂が2番打者として優先的に使われ仁志起用時は7番・8番打者として使われることが多くなる。シーズン中盤に離脱した後は一軍に上がれず、手首も骨折した。64試合出場、打率.185、1本塁打、7打点、1盗塁と過去最低のシーズンとなった。
監督構想からも外れ、自らトレードを志願して球団も受け入れ、11月6日、小田嶋正邦＋金銭とのトレードで横浜ベイスターズへ移籍。背番号は日本生命時代に着用していた「7」。

### 横浜時代

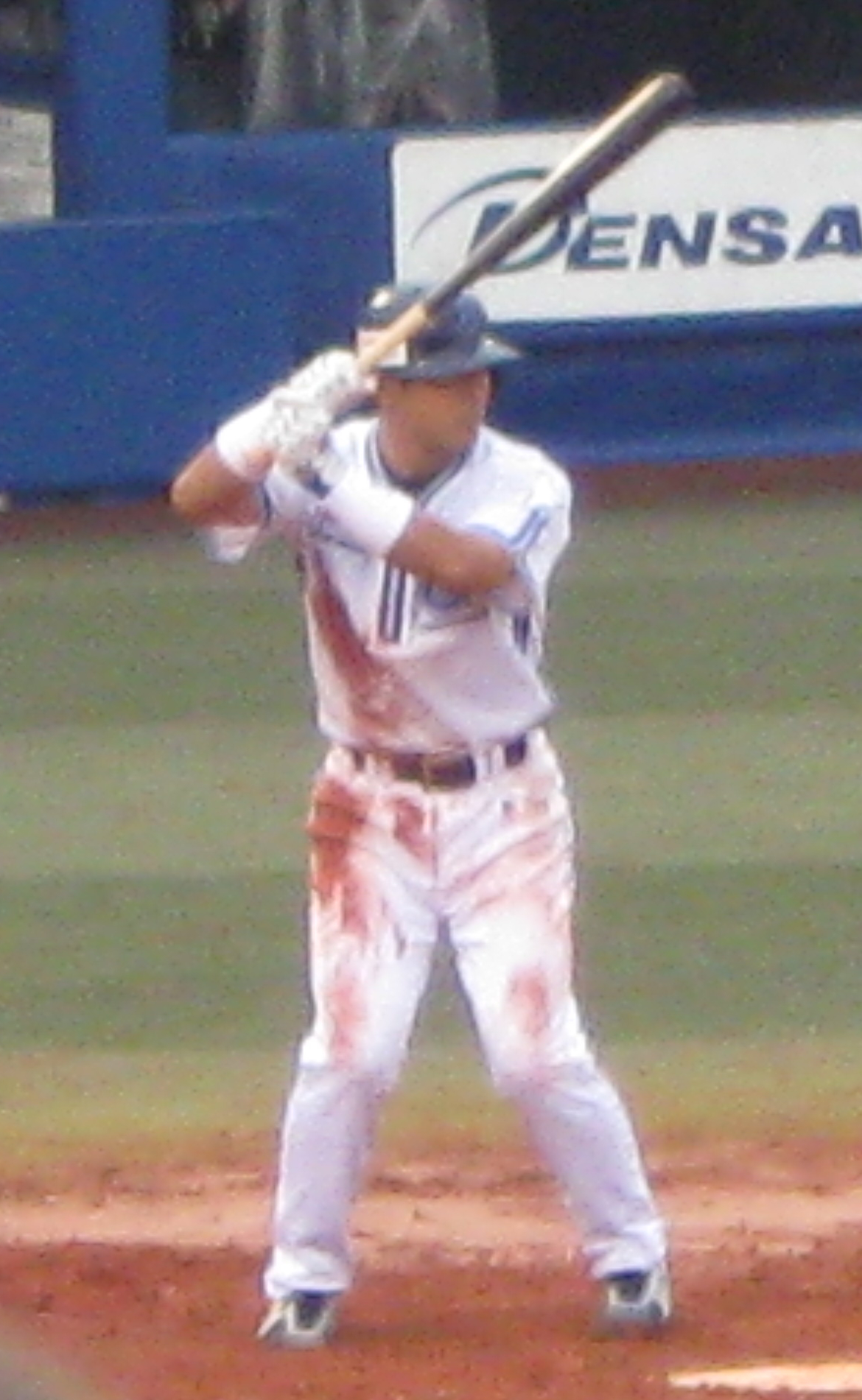
横浜選手時代（2009年6月21日、横浜スタジアムにて）

2007年、開幕から28試合連続出塁記録を樹立するなど序盤は首位打者争いを競いオールスターにも出場。序盤の横浜首位の原動力のひとつとなったもののチームも自身も後半失速。シーズン後半まで1番に座っていたが盗塁と四死球が少なかった。
2008年、ほとんどの試合で2番で出場。リーグ3位となる34犠打を記録した。2008年3月25日、祥伝社より『プロフェッショナル』というタイトルで自伝を出版した。原稿は仁志が原稿用紙に直筆で綴ったものである。
2009年、開幕を「2番・二塁手」でスタートしたが打率1割台と極度の不振に陥り、5月半ば以降は開幕当初は遊撃手であった藤田一也にレギュラーを奪われる。以降も休養を入れながらスタメン出場するも調子は上がらず、終わってみれば51試合の出場で打率.159、3打点、本塁打と盗塁はプロ入り後、初のゼロと自己最低の成績に終わった。極度の不振とチームの若手育成のため、2009年度限りでの退団、他球団でのプレーを希望した。オフに収録されたズームインサタデーのインタビューにおいてメジャーリーグ挑戦を表明した。

### 米独立リーグ時代
2010年、独立リーグのアトランティックリーグに加盟するランカスター・バーンストーマーズに入団、当時のチームメイトに、後に横浜ベイスターズへ入団するブレット・ハーパー、埼玉西武ライオンズに入団するライアン・マルハーンがいた。同年は、4月22日から31試合に出場し、打率.208、1本塁打、3打点の成績を残したが、右太もも痛の悪化により6月8日に現役を引退した。
帰国後の7月17日、横浜ベイスターズ対読売ジャイアンツ戦（横浜スタジアム）の試合前に引退セレモニーが行われた。

### 引退後
2010年9月、独立リーグサザンメリーランド・ブルークラブスの野手臨時コーチに就任。
2011年、フジテレビ『すぽると!』のレギュラー野球解説者を務める。また、同じフジテレビ系列の野球中継である『BASEBALL SPECIAL〜野球道〜』にもゲスト解説として出演。2011年の解説者としての仕事は専らフジテレビで行っていた。
2012年、文化放送の野球解説者にも就任。文化放送においては当初、週末の『ホームランナイター』を中心に出演し、『ライオンズナイター』にはあまり出演しなかった。そのため、前年まで仁志とほぼ同様の出演パターンであった豊田泰光の後任とみることもできた。豊田もかつてフジテレビと文化放送を兼任しており、フジテレビの出演は平日が多かったという点でも仁志と共通する。ただし、2013年ごろから両番組を同程度こなすことも多くなっており、豊田の出演パターンは駒田徳広や2016年から解説者に復帰した西本聖が担っている。
2013年7月、筑波大学大学院 人間総合科学研究科に合格したことを公表（同時期に工藤公康、吉井理人も合格している）。
2013年10月15日、「2013 BASEBALL CHALLENGE 日本 VS チャイニーズ・タイペイ」の日本代表内野守備・走塁コーチを務める。
2014年4月、筑波大学大学院 人間総合科学研究科で体育学を学ぶ。
2014年、野球日本代表（侍ジャパン）のU-12（小学生以下）監督に就任。同年8月の12Uアジア選手権では決勝まで進むがチャイニーズ・タイペイに3-7で敗れる。
2014年9月18日「2014 SUZUKI 日米野球」の日本代表内野守備・走塁コーチを務めることが発表された。
2015年2月6日「GLOBAL BASEBALL MATCH 2015 侍ジャパン 対 欧州代表」の日本代表内野守備・走塁コーチを務めることが発表された。
2015年7月16日「第1回WBSCプレミア12」の日本代表内野守備・走塁コーチを務めることが発表された。
2016年1月28日「侍ジャパン強化試合 日本 vs チャイニーズタイペイ」の日本代表内野守備・走塁コーチを務めることが発表された。
2016年3月25日、筑波大学大学院 人間総合科学研究科 体育学専攻を修了。
2016年10月18日、「侍ジャパン 野球オランダ代表 野球メキシコ代表 強化試合」の日本代表内野守備・走塁コーチを務めることが発表された。
2017年1月28日「第4回WBC」の日本代表内野守備・走塁コーチを務めることが発表された。
2018年4月23日「第2回 WBSC U-23ワールドカップ」の日本代表コーチを務めることが発表された。
2020年、江戸川大学社会学部経営社会学科の客員教授に就任。
2021年、横浜DeNAベイスターズの二軍監督に就任することが2020年11月18日に正式発表された。背番号は87（巨人時代の背番号8と、横浜時代の背番号7を組み合わせた番号である）。2021年1月13日、文化放送の「斉藤一美 ニュースワイド SAKIDORI! OVERTIME」にリモート出演した際に、10年に引退してから11年目、初めてプロ野球の指導者としてユニホームを着るが、DeNAから声を掛けられたのは「はっきりとは言えませんがずいぶん前からです。皆さんが想像されているよりは前ですね」と語り、これまでにも同じく古巣の巨人から「過去にはそんな話をしていただいたこともある」と明かした。しかし「こちら側のタイミングとか、チームのコンセプトとかを聞いてからでないと就けないなと思っていたので」とし、コロナ禍にある同年だったが「自分がやってきたことがようやく整ってきて、準備が万端になったのが今だった」とユニホームを着る決断をしたと語り、理想の監督像としては、母校・常総学院の恩師の木内幸男を挙げた。
2023年限りで横浜DeNAベイスターズの二軍監督を退団。
2024年からはフジテレビ・TBSチャンネル・J SPORTS・文化放送の野球解説者に復帰。同年11月に開催予定のU12アジア野球選手権の監督に就任。
2025年1月1日付で埼玉西武ライオンズの野手チーフ兼打撃コーチに就任。背番号は78。

## 人物

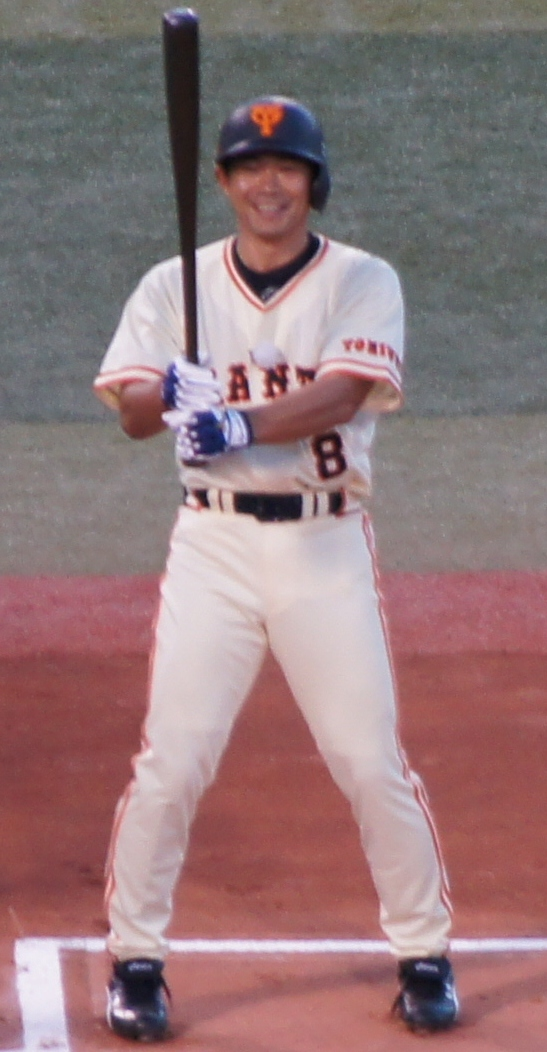
2012年8月24日

ズームイン!!サタデーのスポーツコーナーでは、ジャイアンツ時代から政治や他のスポーツでの深い話を語る「雑学キャラ」となっている。ベイスターズ移籍後もこの番組にはよく出演しており（このためコーナー担当の宮本和知は、仁志の移籍後はジャイアンツ対ベイスターズ戦が行われる日に取材を優先する傾向がある）、2007年11月10日放送分ではスポーツコーナーを完全に独占された。なお、プロ野球選手といえど引退後の人生設計まで考えて、社会に出る前に「社会性」ということはどこかで学ばなければならないという考えを持つ。
1988年の昭和最後の全国高校野球大会では、浩宮徳仁親王（2019年5月1日より、今上天皇・元号「令和」）が始球式を務め、その際の打者となった。

## 詳細情報

### 年度別打撃成績
| 年 度      | 球 団      | 試 合 | 打 席 | 打 数 | 得 点 | 安 打 | 二 塁 打 | 三 塁 打 | 本 塁 打 | 塁 打 | 打 点 | 盗 塁 | 盗 塁 死 | 犠 打 | 犠 飛 | 四 球 | 敬 遠 | 死 球 | 三 振 | 併 殺 打 | 打 率 | 出 塁 率 | 長 打 率 | O P S |
| ---------- | ---------- | ----- | ----- | ----- | ----- | ----- | -------- | -------- | -------- | ----- | ----- | ----- | -------- | ----- | ----- | ----- | ----- | ----- | ----- | -------- | ----- | -------- | -------- | ----- |
| 1996       | 巨人       | 114   | 453   | 403   | 70    | 109   | 15       | 2        | 7        | 149   | 24    | 17    | 5        | 9     | 2     | 37    | 0     | 2     | 58    | 2        | .270  | .333     | .370     | .703  |
| 1997       | 巨人       | 119   | 461   | 414   | 52    | 100   | 19       | 0        | 10       | 149   | 39    | 10    | 6        | 9     | 2     | 34    | 1     | 2     | 62    | 17       | .242  | .301     | .360     | .661  |
| 1998       | 巨人       | 106   | 479   | 424   | 76    | 116   | 15       | 1        | 11       | 166   | 33    | 17    | 10       | 6     | 2     | 45    | 1     | 2     | 65    | 6        | .274  | .345     | .392     | .736  |
| 1999       | 巨人       | 127   | 560   | 510   | 79    | 152   | 28       | 4        | 9        | 215   | 42    | 18    | 8        | 9     | 2     | 39    | 0     | 0     | 72    | 6        | .298  | .347     | .422     | .768  |
| 2000       | 巨人       | 135   | 611   | 560   | 81    | 167   | 30       | 1        | 20       | 259   | 58    | 11    | 19       | 4     | 3     | 41    | 2     | 3     | 89    | 6        | .298  | .348     | .463     | .810  |
| 2001       | 巨人       | 140   | 652   | 597   | 88    | 163   | 29       | 1        | 20       | 254   | 59    | 20    | 3        | 10    | 4     | 36    | 0     | 5     | 92    | 15       | .273  | .318     | .425     | .743  |
| 2002       | 巨人       | 103   | 399   | 369   | 47    | 90    | 19       | 2        | 8        | 137   | 42    | 22    | 0        | 6     | 2     | 20    | 4     | 2     | 60    | 8        | .244  | .285     | .371     | .656  |
| 2003       | 巨人       | 105   | 305   | 281   | 31    | 69    | 7        | 0        | 8        | 100   | 34    | 7     | 2        | 3     | 2     | 17    | 2     | 2     | 42    | 8        | .246  | .291     | .356     | .647  |
| 2004       | 巨人       | 137   | 648   | 608   | 106   | 176   | 27       | 1        | 28       | 289   | 60    | 3     | 10       | 3     | 1     | 35    | 0     | 1     | 93    | 9        | .289  | .329     | .475     | .804  |
| 2005       | 巨人       | 128   | 522   | 484   | 50    | 130   | 13       | 0        | 11       | 176   | 45    | 5     | 7        | 7     | 3     | 27    | 1     | 1     | 70    | 11       | .269  | .307     | .364     | .670  |
| 2006       | 巨人       | 64    | 137   | 119   | 13    | 22    | 4        | 1        | 1        | 31    | 7     | 1     | 1        | 4     | 1     | 12    | 2     | 1     | 21    | 4        | .185  | .263     | .261     | .524  |
| 2007       | 横浜       | 137   | 606   | 556   | 68    | 150   | 27       | 2        | 10       | 211   | 45    | 3     | 2        | 10    | 4     | 36    | 0     | 0     | 63    | 14       | .270  | .312     | .379     | .692  |
| 2008       | 横浜       | 121   | 535   | 476   | 59    | 126   | 27       | 1        | 11       | 188   | 50    | 1     | 3        | 34    | 2     | 22    | 2     | 1     | 63    | 12       | .265  | .297     | .395     | .692  |
| 2009       | 横浜       | 51    | 158   | 132   | 10    | 21    | 3        | 0        | 0        | 24    | 3     | 0     | 0        | 13    | 0     | 12    | 0     | 1     | 25    | 6        | .159  | .234     | .182     | .416  |
| 通算：14年 | 通算：14年 | 1587  | 6526  | 5933  | 830   | 1591  | 263      | 16       | 154      | 2348  | 541   | 135   | 76       | 127   | 30    | 413   | 15    | 23    | 875   | 124      | .268  | .317     | .396     | .713  |

- 各年度の太字はリーグ最高

### 年度別守備成績
| 年 度 | 球 団 | 二塁  | 二塁  | 二塁  | 二塁  | 二塁  | 二塁     | 三塁  | 三塁  | 三塁  | 三塁  | 三塁  | 三塁     | 遊撃  | 遊撃  | 遊撃  | 遊撃  | 遊撃  | 遊撃     | 外野  | 外野  | 外野  | 外野  | 外野  | 外野     |
| 年 度 | 球 団 | 試 合 | 刺 殺 | 補 殺 | 失 策 | 併 殺 | 守 備 率 | 試 合 | 刺 殺 | 補 殺 | 失 策 | 併 殺 | 守 備 率 | 試 合 | 刺 殺 | 補 殺 | 失 策 | 併 殺 | 守 備 率 | 試 合 | 刺 殺 | 補 殺 | 失 策 | 併 殺 | 守 備 率 |
| ----- | ----- | ----- | ----- | ----- | ----- | ----- | -------- | ----- | ----- | ----- | ----- | ----- | -------- | ----- | ----- | ----- | ----- | ----- | -------- | ----- | ----- | ----- | ----- | ----- | -------- |
| 1996  | 巨人  | 26    | 37    | 67    | 2     | 4     | .981     | 91    | 56    | 124   | 9     | 11    | .952     | 2     | 3     | 3     | 0     | 0     | 1.000    | -     | -     | -     | -     | -     | -        |
| 1997  | 巨人  | 107   | 226   | 305   | 9     | 61    | .983     | 2     | 0     | 0     | 0     | 0     | ----     | -     | -     | -     | -     | -     | -        | 1     | 2     | 0     | 0     | 0     | 1.000    |
| 1998  | 巨人  | 85    | 193   | 229   | 7     | 54    | .984     | 27    | 28    | 45    | 1     | 4     | .986     | 1     | 1     | 3     | 0     | 1     | 1.000    | -     | -     | -     | -     | -     | -        |
| 1999  | 巨人  | 120   | 267   | 393   | 8     | 70    | .988     | -     | -     | -     | -     | -     | -        | -     | -     | -     | -     | -     | -        | -     | -     | -     | -     | -     | -        |
| 2000  | 巨人  | 133   | 290   | 367   | 4     | 65    | .994     | -     | -     | -     | -     | -     | -        | -     | -     | -     | -     | -     | -        | -     | -     | -     | -     | -     | -        |
| 2001  | 巨人  | 140   | 343   | 399   | 8     | 66    | .989     | -     | -     | -     | -     | -     | -        | -     | -     | -     | -     | -     | -        | -     | -     | -     | -     | -     | -        |
| 2002  | 巨人  | 103   | 210   | 304   | 8     | 46    | .985     | -     | -     | -     | -     | -     | -        | -     | -     | -     | -     | -     | -        | -     | -     | -     | -     | -     | -        |
| 2003  | 巨人  | 101   | 149   | 217   | 8     | 35    | .979     | -     | -     | -     | -     | -     | -        | -     | -     | -     | -     | -     | -        | -     | -     | -     | -     | -     | -        |
| 2004  | 巨人  | 137   | 281   | 383   | 5     | 75    | .993     | -     | -     | -     | -     | -     | -        | -     | -     | -     | -     | -     | -        | -     | -     | -     | -     | -     | -        |
| 2005  | 巨人  | 128   | 295   | 409   | 5     | 73    | .993     | -     | -     | -     | -     | -     | -        | -     | -     | -     | -     | -     | -        | -     | -     | -     | -     | -     | -        |
| 2006  | 巨人  | 50    | 61    | 88    | 2     | 16    | .987     | -     | -     | -     | -     | -     | -        | -     | -     | -     | -     | -     | -        | -     | -     | -     | -     | -     | -        |
| 2007  | 横浜  | 136   | 305   | 402   | 10    | 72    | .986     | -     | -     | -     | -     | -     | -        | -     | -     | -     | -     | -     | -        | -     | -     | -     | -     | -     | -        |
| 2008  | 横浜  | 120   | 306   | 370   | 5     | 82    | .993     | -     | -     | -     | -     | -     | -        | -     | -     | -     | -     | -     | -        | -     | -     | -     | -     | -     | -        |
| 2009  | 横浜  | 48    | 80    | 127   | 1     | 14    | .995     | -     | -     | -     | -     | -     | -        | -     | -     | -     | -     | -     | -        | -     | -     | -     | -     | -     | -        |
| 通算  | 通算  | 1434  | 3043  | 4060  | 82    | 733   | .989     | 120   | 84    | 169   | 10    | 15    | .962     | 3     | 4     | 6     | 0     | 1     | 1.000    | 1     | 2     | 0     | 0     | 0     | 1.000    |

- 太字年はゴールデングラブ賞受賞年

### 表彰
- 新人王（1996年）
- ゴールデングラブ賞：4回（1999年 - 2002年）
- 日本シリーズ敢闘賞：1回（1996年）
- 日本シリーズ優秀選手賞：1回（2000年）
- オールスターゲーム優秀選手賞：1回（1998年第2戦）
- 東京ドームMVP：1回（2000年）
- 出身地別東西対抗戦優秀選手：1回（2000年）

### 記録
初記録
- 初出場・初先発出場：1996年4月5日、対阪神タイガース1回戦（東京ドーム）、1番・二塁手として先発出場、5打数3安打
- 初打席・初安打：同上、1回裏に藪恵壹から中前安打
- 初得点・同上、三走として落合博満の適時二塁打で生還
- 初盗塁：同上、2回裏に二盗（投手：藪恵壹、捕手：関川浩一）
- 初打点：1996年5月25日、対広島東洋カープ8回戦（広島市民球場）、4回表に大野豊から中越適時二塁打
- 初本塁打：1996年6月19日、対中日ドラゴンズ10回戦（ナゴヤ球場）、6回表に今中慎二から

節目の記録
- 1000本安打：2004年5月2日、対広島東洋カープ6回戦（東京ドーム）、1回裏にジョン・ベイルから右中間へ二塁打 ※史上216人目
- 100本塁打：2004年5月9日、対広島東洋カープ9回戦（広島市民球場）、1回表にジョン・ベイルから左越先頭打者本塁打 ※史上231人目
- 1000試合出場：2004年6月4日、対ヤクルトスワローズ9回戦（明治神宮野球場）、1番・二塁手として先発出場 ※史上393人目
- 1500本安打：2008年6月4日、対埼玉西武ライオンズ2回戦（西武ドーム）、8回表に岡本真也から中前安打 ※史上96人目
- 150本塁打：2008年7月17日、対広島東洋カープ14回戦（横浜スタジアム）、6回裏に梅津智弘から左越3ラン ※史上149人目
- 1500試合出場：2008年7月25日、対広島東洋カープ15回戦（広島市民球場）、2番・二塁手として先発出場 ※史上161人目

その他の記録
- 1試合5三振：2005年4月16日、対ヤクルトスワローズ2回戦（明治神宮野球場） ※史上11人目（セ・リーグ史上7人目）
- サイクル安打：1999年6月25日、対広島東洋カープ11回戦（広島市民球場） ※史上50人目[7]
- 通算初回先頭打者本塁打：24本（表9本、裏15本） ※歴代7位
- シーズン初回先頭打者本塁打：7本（2004年） ※歴代7位タイ
- シーズン盗塁成功率100%（2002年） ※20盗塁以上でのシーズン盗塁成功率100%は、セ・リーグでは史上初
- オールスターゲーム出場：5回（1998年、2000年、2001年、2004年、2007年）

### 背番号
- 8（1996年 - 2006年）
- 7（2007年 - 2009年）
- 87（2013年 - 2023年）
- 78（2025年 - ）

### コーチ歴
- 2015 WBSCプレミア12 日本代表

### 登場曲
- 「Walk This Way」Run-DMC（2001年）
- 「Born To Run」Bruce Springsteen（2002年）
- 「Departures」ノーフィアー入場曲（2003年）
- 「HYSTERIC」丸藤正道入場曲（2004年）
- 「Early This Morning」JAY-Z（2005年）
- 「99 Problems」JAY-Z（2005年）
- 「Love, Peace & Soul」SOUL'd OUT（2006年）
- 「Eye Of The Youngin」Fabolous vs Survivor（2007年）
- 「GRAND SWORD」小橋建太入場曲（2008年）
- 「What You Know」T.I.（2009年、KENTA入場曲）
- 「スパルタンX」三沢光晴入場曲（2009年）

## 関連情報

### 出演番組
- 松本ひでおと仁志敏久のショウアップナイターネクスト!（ニッポン放送） - 2007年10月から2008年3月まで金曜日に出演。
- すぽると!（フジテレビ、2011年 - ）
- 野球道 (フジテレビ系列)（同上）
- 文化放送ライオンズナイター（2012年 - ）
- 文化放送ホームランナイター（同上）
- FOX SPORTS ジャパン 「BASEBALL CENTER」（FOX bs238、2013年 - ）
- 仁志敏久から学ぶ 野球の基礎・基本 - 2012年12月17日より連載開始
- ライオンのグータッチ（フジテレビ）グータッチサポーター
- 熱視線 KHBスーパーベースボール（東日本放送、2018年6月9日） - 「広島 × 東北楽天」解説
- グラゼニ（2018、本人（プロ野球解説者）役） - アニメ版第9話に声のみカメオ出演

### 著書
- 『プロフェッショナル』（祥伝社、2008年4月発行） ISBN 978-4-396-11107-6
- 『反骨』（双葉社、2010年5月発行） ISBN 978-4-575-30215-8
- 『わが心の木内野球』（ベースボール・マガジン社、2011年7月発行） ISBN 978-4-583-10393-8

### 出演ゲーム
- プロ野球スピリッツシリーズ（コナミデジタルエンタテインメント） - いずれも解説として声の出演
  - プロ野球スピリッツ2013
  - プロ野球スピリッツ2014
  - プロ野球スピリッツ2015
  - プロ野球スピリッツA
  - プロ野球スピリッツ2019
  - eBASEBALLプロ野球スピリッツ2021 グランドスラム